# Карвахаль, Густаво
Густа́во Адо́льфо Карваха́ль Го́мес (исп. Gustavo Adolfo Carvajal Gómez; род. 17 июня 2000, Падилья, Каука) — колумбийский футболист, полузащитник клуба «Кукута Депортиво».

## Клубная карьера
Карвахаль — воспитанник клуба «Америка Кали». 18 февраля 2018 года в матче против «Патриотас» он дебютировал в Кубке Мустанга.
Вместе с клубом становился чемпионом Колумбии. В 2025 году сыграл за российскую медиафутбольную команду Broke Boys.

## Международная карьера
В 2017 году в составе юношеской сборной Колумбии Карвахаль принял участие в юношеском чемпионате мира в Индии. На турнире он принял участие в матчах против команд США и Индии.
В 2019 года Карвахаль в составе молодёжной сборной Колумбии принял участие в молодёжном чемпионате Южной Америки в Чили. На турнире он сыграл в матчах против команд Боливии, Чили, Аргентины, Венесуэлы и Бразилии.
В том же году Карвахаль принял участие в молодёжном чемпионате мира в Польше. На турнире он сыграл в матче против команды Новой Зеландии. 